# Phòng tiếp khách

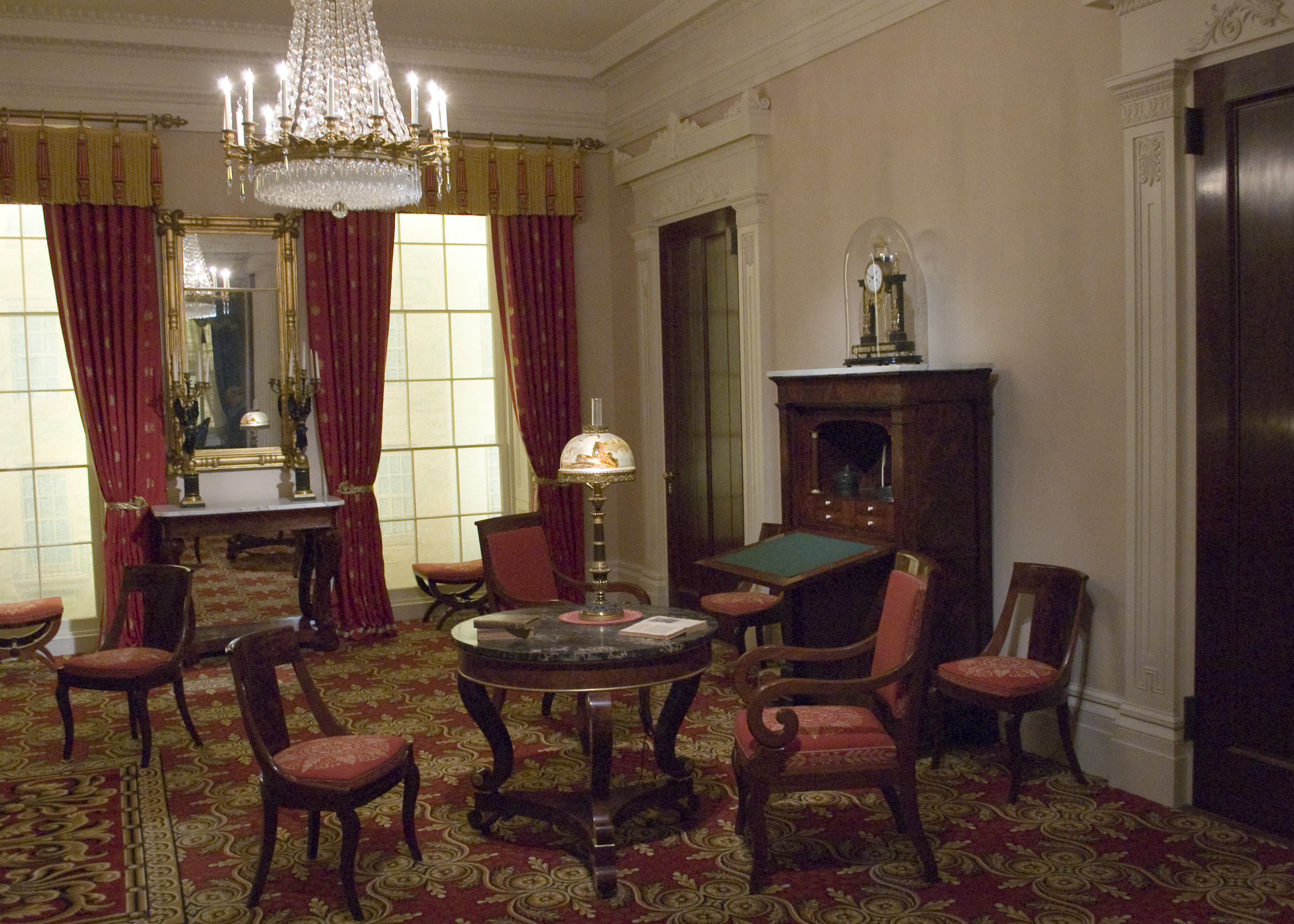
Một phòng tiếp khách lộng lẫy

Phòng tiếp khách hay phòng khánh tiết, phòng đón khách, phòng tiếp tân, phòng hội đàm là một căn phòng trong một tòa nhà công cộng hoặc hoạt động công cộng như cơ quan, tổ chức, công ty, văn phòng.... được bố trí, thiết kế phục vụ cho việc đón tiếp, xã giao đối với khách, khách hàng hoặc nhân nhân phục vụ cho việc công tác, giao dịch hoặc viếng thăm. Khác với phòng khách là một phòng trong một tư gia để tiếp chuyện gia đình, riêng tư, phòng tiếp khách được bố trí trong những tòa nhà để phục vụ cho hoạt động chung. Phòng tiếp khách bắt nguồn từ một từ tiếng Pháp: parloir, từ parler ("nói chuyện") được hiểu như là một "buồng khán giả".

## Tổng quan
Trong thời Trung cổ ở châu Âu, Kitô giáo sử dụng phòng tiếp khách là một trong hai phòng trong một tu viện. Bên ngoài phòng khách là căn phòng nơi các tu sĩ hay nữ tu có thể giao lưu với người bên ngoài. Nó thường nằm trong phạm vi phía tây tòa nhà của tu viện, gần lối vào chính. Trong thời hiện đại, phòng tiếp khách là một phòng chính thức được sắp đặt trong một căn nhà lớn hoặc biệt thự. Trong cuối thế kỷ XIX, thường là một phòng tiếp khách chỉ được sử dụng vào ngày chủ nhật hay các dịp đặc biệt và thường xuyên đóng cửa trong tuần. Giống như một phòng khách, Phòng tiếp khách thường bố trí các đồ nội thất sang trọng, tinh xảo, các tác phẩm nghệ thuật và các tài sản khác.
Ở Việt Nam, các công sở phải có phòng tiếp dân và phòng tiếp khách riêng đủ tiêu chuẩn, phù hợp với yêu cầu công tác của các cơ quan theo chức năng, nhiệm vụ được giao. Phòng tiếp dân và phòng tiếp khách được bố trí ở vị trí thuận lợi cho việc tiếp đón và quản lý về trật tự, trị an, đây là Quy chế quản lý công sở các cơ quan hành chính nhà nước kèm theo Quyết định 213/2006 Thủ tướng Nguyễn Tấn Dũng ký ban hành ngày ngày 25 tháng 9 năm 2006. Ngoài ra, theo quy định về công sở mẫu cơ quan hành chính nhà nước, phòng làm việc cho lãnh đạo tương đương cấp Vụ trở lên bố trí riêng, kề liền với phòng tiếp khách và các phòng phục vụ, phụ trợ khác (tuỳ theo cấp lãnh đạo).
Tại Việt Nam có phòng khánh tiết của Trung tâm Hội nghị Quốc gia nằm tại tầng 1 tòa nhà có diện tích hơn 2.000m², có sức chứa đến 1.800 khách tham dự đại tiệc. Phòng khánh tiết có sân khấu di động đủ rộng với hệ thống âm thanh, ánh sáng hiện đại để phục vụ cho các buổi biểu diễn nghệ thuật. Phòng có thể tự động chia làm hai không gian riêng biệt để phục vụ các nhu cầu khác nhau.